# Geschützter Landschaftsbestandteil Feldgehölze am Hengesberg
Der Geschützte Landschaftsbestandteil Feldgehölze am Hengesberg mit einer Flächengröße von 1,33 ha liegt nördlich von Leitmar im Stadtgebiet von Marsberg. Das Gebiet wurde 2008 mit dem Landschaftsplan Marsberg durch den Kreistag des Hochsauerlandkreises als Geschützter Landschaftsbestandteil (LB) ausgewiesen. Der LB ist umgeben vom Landschaftsschutzgebiet Margarethenhof. Der LB besteht aus zwei Teilflächen.

## Beschreibung
Der Landschaftsplan führt zum LB aus: „Über die langgestreckte, flachgründige Kalkkuppe des Hengesberges hinweg zieht sich etwa in Nord-Süd-Richtung ein unterbrochener, schmaler Feldgehölzstreifen, dessen Gehölzbestand deutlich von Buche dominiert wird. Der kleinere nördliche Bestand ist Teil der umgebenden Rinderweide, seine Krautschicht daher wenig entwickelt. In dem ausgezäunten, größeren Südteil wird das Artenschutzpotenzial dieses Standortes mit einer Vielzahl von (teilweise seltenen und gefährdeten) Krautarten deutlich. Die Buchen erreichen mitunter Starkholz-Dimensionen bis 50 cm Brusthöhendurchmesser, eine Strauchschicht ist allerdings nur im südlichen Bestand schwach entwickelt. Waldmäntel fehlen aufgrund der starken Beweidung des umgebenden Grünlands. Das Schutzobjekt erzielt insbesondere von der östlich gelegenen, fast durchweg landwirtschaftlich genutzten Hochfläche aus eine erhebliche landschafts-prägende Wirkung und trägt wesentlich zu dem Wert dieses Kulturlandschaftsausschnittes um den Margarethenhof bei. Aufgrund seiner Gesamtgröße soll eine forstliche Nutzung nicht ausgeschlossen werden. Eine einzelstammweise, dem genannten Schutzzweck nicht zuwiderlaufende forstliche Nutzung der Bäume ist von der Festsetzung unberührt.“

## Schutzzweck
Die Ausweisung als LB erfolgte:
- Zur Erhaltung, Entwicklung oder Wiederherstellung der Leistungs- und Funktionsfähigkeit des Naturhaushaltes
- Zur Belebung, Gliederung oder Pflege des Orts- und Landschaftsbildes
- Zur Abwehr schädlicher Einwirkungen

Der LB stellt, wie die anderen LBs im Landschaftsplangebiet, einen herausragenden Lebensraum für die ökologischen Leistungsfähigkeit des Naturhaushaltes dar. Dient ferner als landschaftsgliederndes und -belebendes Element. Die Ausweisung dient der Abwehr realer oder potenzieller schädlicher Einwirkungen durch Pflanzenentnahme, Relief- oder Gewässerveränderungen usw.